# Ray Moore (Künstler)
Ray Anthony Moore (* 1971 in Brookhaven (Mississippi)) ist ein US-amerikanischer bildender Künstler und Rapper mit afroamerikanischen Wurzeln, der seit den 1990er Jahren in Deutschland lebt.

## Leben
Ray Moore war schon als Kind an Kunst und Musik interessiert, doch Mittel für eine künstlerische oder musikalische Ausbildung fehlten. Aus Mangel an Perspektiven kam er im Alter von 18 Jahren als GI der US-amerikanischen Armee nach Deutschland. Nach dem freiwilligen Ausscheiden aus dem Militärdienst machte er in Frankfurt a. M. eine Ausbildung zum Multimedia Producer. In dieser Zeit begann Moore auch seine Karriere als Musikproduzent und Rapper. Bevor er sich ab 2011 ausschließlich auf seine künstlerische Karriere konzentrierte, arbeitete er als Creative Director für internationale Agenturen in München und Bukarest. Von 2018 bis 2020 studierte Moore an der Akademie den Bildenden Künste München in der Klasse von Markus Oehlen. Moore lebt und arbeitet in München.
Moores Werk zeichnet sich durch vielfältige Wege des künstlerischen Ausdrucks aus, darunter neben seinem Schwerpunkt in der Malerei Skulptur, Objekte, Installationen, Poetry und Rap. In seinen Bildern verbinden sich Worte, lyrische Fragmente und pointierte Aussagen mit abstrakten Figuren und einer lebendigen Farb- und Formensprache, die eine klare Verbindung zwischen HipHop und bildender Kunst erkennen lassen.
Seit den späten 2010er Jahren versteht sich Moore zunehmend als Protestkünstler und engagiert sich in Sozial- und Bildungsprojekten für junge Menschen, um ihnen über Kunst und Musik neue Perspektiven zu eröffnen. 2018 und 2019 arbeitete er als Gastdozent an der Ludwig-Maximilians-Universität München, wo er Workshops und Seminare für Spoken Word and Poetry sowie Protest Art gab. Sein 2020 erschienenes Musikalbum "All lies matters" versteht er als Statement gegen Ungerechtigkeit.

## Diskografie (Auswahl)
- 2023: Ray Moore, "HipHop is 50"[3]
- 2022: Ray Moore, "The Poet That Paints"[4]
- 2020: Ray Moore, "All lies matter"[5]

Zu Gast in den Münchner Kammerspielen im Habibi Kiosk bei Nuschin Rawanmehr war Moore mit einer Musikperformance.

## Ausstellungen (Auswahl)
- 2024: Surprise. Ray Moore und Ena Oppenheimer, Orangerie München[7]
- 2023: All In. Ray Moore – The Poet That Paints, Kösk, München[8]
- 2021: Serious Play 2, Münchner Kammerspiele, digitale Ausstellung[9]

Eine Ausstellungsliste findet sich auf der Website des Künstlers.